# Centre du patrimoine musical libanais
Pour les articles homonymes, voir CPML.
Le Centre du Patrimoine musical libanais (CPML) recueille et conserve les archives et la documentation des compositeurs et interprètes libanais de musique classique. Son rôle est de sensibiliser le public libanais à l'ensemble de son patrimoine musical en organisant différentes manifestations musicales. 
Le CPML a été inauguré en octobre 2012, sous le haut patronage du président de la République libanaise, au Collège Notre-Dame de Jamhour. 
Il a été fondé sur l'initiative de Zeina Saleh Kayali, à la suite de la publication de son ouvrage Compositeurs Libanais, XXe et XXIe siècles, paru aux éditions Séguier en novembre 2011. L'ouverture du centre a été rendue possible grâce à la générosité de Robert Matta et il est parrainé par Gabriel Yared.
Plusieurs musiciens ont déjà confié de la documentation et des archives au CPML, dont Bechara El-Khoury, Naji Hakim ou encore Roula Safar. 